# フェラーリ・F160
フェラーリ・F160は、フェラーリによって設計、製造されているガソリン直噴 V6 ツインターボ エンジンである。

## 概要
排気量 2,979 cc (181.8 立方インチ) 60度 V6のF160は、F154とボア径と燃焼室の設計、同じバルブ制御技術 (ローラーフィンガーフォロアと4つのカムフェーザー)、同じツインターボ過給アプローチ、および直噴/直接点火システムを共有している。エンジン補機類も同一 (オルタネーター、スターター モーター、パワー ステアリング ポンプ) または非常によく似たもの (可変容量オイル ポンプ) である。 F160 と F154 の違いは、F160のブロックが、大量生産に非常に適した高圧ダイカスト (HPDC) プロセスで作られていることにある。ただし、オープンデッキタイプのため、高出力には耐えられず、オーバーブースト機能も設定されていない。このエンジンブロックは、クライスラーのインディアナ州コーコモーおよびトレントンエンジン工場でそれぞれフェラーリの承認された仕様に合わせて鋳造および機械加工され、フェラーリによる組み立てのためにイタリアのモデナに輸送されます。 フェラーリはこのエンジンの設計とベンチテストを担当しました。

## 適用

### マセラティ
| 型式    | 排気量 ボア x ストローク          | 年式      | 搭載車両                                                                                    | 最大出力                           | 最大トルク                            |
| ------- | --------------------------------- | --------- | ------------------------------------------------------------------------------------------- | ---------------------------------- | ------------------------------------- |
| F160 AM | 2,979 cc (182 cu in) 86.5x84.5 mm | 2013–2017 | マセラティ・クアトロポルテ S マセラティ・ギブリ S                                           | 410 PS (302 kW; 404 hp) /5,500 rpm | 550 N⋅m (406 lbf⋅ft) /1,750-5,000 rpm |
| F160 AN | 2,979 cc (182 cu in) 86.5x84.5 mm | 2013–2017 | マセラティ・クアトロポルテ S Q4 マセラティ・ギブリ S Q4                                     | 410 PS (302 kW; 404 hp) /5,500 rpm | 550 N⋅m (406 lbf⋅ft) /1,750-5,000 rpm |
|         | 2,979 cc (182 cu in) 86.5x84.5 mm | 2018–     | マセラティ・レヴァンテ S Q4 マセラティ・ギブリ S / S Q4 マセラティ・クアトロポルテ S / S Q4 | 430 PS (316 kW; 424 hp) /5,750 rpm | 580 N⋅m (428 lbf⋅ft) /2,000-4,750 rpm |
| F160 AO | 2,979 cc (182 cu in) 86.5x84.5 mm | 2013–2016 | マセラティ・ギブリ マセラティ・クアトロポルテ                                               | 330 PS (243 kW; 325 hp) /5,000 rpm | 500 N⋅m (369 lbf⋅ft) /1,750-4,500 rpm |
|         | 2,979 cc (182 cu in) 86.5x84.5 mm | 2016–     | マセラティ・ギブリ マセラティ・レヴァンテ Q4                                                | 350 PS (257 kW; 345 hp) /5,750 rpm | 500 N⋅m (369 lbf⋅ft) /1,750-4,750 rpm |